# Kamienica Koliber w Koninie
Kamienica klasycystyczna „Koliber” w Koninie położona jest u zbiegu ul. Zofii Urbanowskiej i placu Wolności. Zbudowano ją w 1 poł. XIX w., pokryta jest pilastrami jońskimi i tympanonem pokrytym wieńcem z wyrytą datą zakończenia budowy – 1840. Pośrodku niego znajduje się pseudoryzalit zakończony trójkątnym szczytem. W czasach II Rzeczypospolitej znajdowały się tam restauracja Teatralna i Hotel Litewski, potem zaś restauracja Koliber. Obecnie siedziba Wydziału Spraw Obywatelskich Urzędu Miejskiego w Koninie.